# Ироду (округ)
Ироду (англ. Erode; там. ஈரோடு மாவட்டம்) — один из 38 округов в индийском штате Тамилнад. До 1996 года округ носил название Перияр. Образован 17 сентября 1979 года из части территории округа Коимбатур. Административный центр — город Ироду. Площадь округа — 5 760 км². По данным всеиндийской переписи 2011 года население округа составляло 2 251 744 человек. Уровень грамотности взрослого населения составлял 65,4 %, что немного выше среднеиндийского уровня (59,5 %). Доля городского населения составляла 46,3 %. Основной разговорный язык — тамильский конгу, диалект тамильского. Индуизм — основная религия, насчитывающая около 94% приверженцев.